# Vysoký Chlumec
Vysoký Chlumec település Csehországban, a Příbrami járásban. Vysoký Chlumec Svatý Jan, Nedrahovice, Sedlčany, Počepice, Dublovice, Krásná Hora nad Vltavou és Petrovice településekkel határos. Lakosainak száma 825 fő (2024. január 1.).

## Népesség
A település lakosságának változását az alábbi diagram mutatja:
| Lakosok száma | 1524 | 1585 | 1411 | 952  | 812  | 789  | 838  | 829  | 807  | 825  |
|               | 1869 | 1890 | 1921 | 1950 | 1980 | 2001 | 2017 | 2019 | 2022 | 2024 |